# Nicolas Fructus
 (septembre 2018).
Si vous disposez d'ouvrages ou d'articles de référence ou si vous connaissez des sites web de qualité traitant du thème abordé ici, merci de compléter l'article en donnant les références utiles à sa vérifiabilité et en les liant à la section « Notes et références ».
Nicolas Fructus, né le 24 juin 1970 à Lyon, est un illustrateur et auteur de livres et de bandes dessinées français.

## Biographie
Il étudie à l'École Émile-Cohl puis travaille au développement de Jeu vidéo pour Arxel Tribe, à la production artistique du film Arthur et les Minimoys, à la réalisation d'illustrations fantastiques pour la maison d'édition Le Bélial'. Il est l'auteur de la série Thorinth et l'illustrateur de la série Showman Killer scénarisé par Alejandro Jodorowsky. Il illustre aussi Kadath qui est un recueil de nouvelles se déroulant à Kadath et qui est un hommage à H. P. Lovecraft et pour lequel il remporte le Prix spécial du jury au festival Les Imaginales en 2011. Il reçoit le grand prix de l'Imaginaire 2019 pour son illustration de La Quête onirique de Vellitt Boe par Kij Johnson.

## Publications

### Livres-univers
- Kadath. Le Guide de la Cité Inconnue, sur des textes de David Camus, Mélanie Fazi, Raphaël Granier de Cassagnac et Laurent Poujois, Paris, Mnémos, collection "Ourobores", 2010. (Travail sur l'univers graphique et illustrations.)
- Un an dans les airs, d'après l'œuvre de Jules Verne, textes de Raphaël Albert, Jeanne-A Debats, Raphaël Granier de Cassagnac et Johan Heliot, Mnémos, collection "Ourobores", 2013. (Travail sur l'univers graphique et illustrations.)
- Jadis. Carnets et souvenirs picaresques de la ville infinie, sur des textes de Charlotte Bousquet, Mathieu Gaborit, Régis Antoine Jaulin et Raphaël Granier de Cassagnac, Mnémos, collection "Ourobores", 2015. (Travail sur l'univers graphique et illustrations.)
- Gotland, Le Bélial', collection "Wotan", 2016. (Textes et illustrations pour les nouvelles « Gotland » et « Mémoire des mondes troubles », illustrations pour la nouvelle « Forbach » de Thomas Day.)

### Récompenses
Meilleur artiste lors de la Convention européenne de la science-fiction en 2019.

#### Livres
- Philippe Mellot, Michel Denni, Laurent Turpin et Isabelle Morzadec, « Fructus (N.) », dans Trésors de la bande dessinée BDM 2021-2022 - Catalogue encyclopédique & Argus, Paris, Les Arènes, 2020 (ISBN 9791037502582), p. 1026, 1122. .